# فيلي بورتون
فيلي بورتون (24 يونيو 1962 في الولايات المتحدة - ) (بالإنجليزية: Willie Burton) هو لاعب كرة سلة أمريكي في مركز هجوم قوي الجسم. لعب مع ماناواتو جيتز.

## وصلات خارجية
- فيلي بورتون على موقع كلية كرة السلة في سبورتس رفرنس.كوم (الإنجليزية)